# عقدة الالتهاب نتيجة سوء التغذية
عقدة الالتهاب نتيجة سوء التغذية (متلازمة)، والتي تُختصر إلى "MICS" والمعروفة أيضًا باسم «متلازمة–الالتهاب–الهزال بسبب سوء التغذية»، هي حالة شائعة في حالات المرض المزمنة مثل أمراض الكلى المزمنة (حيث تعرف أيضًا باسم سوء التغذية اليورمي أو سوء التغذية الناجم عن عوز البروتين والطاقة) وقصور القلب المزمن.
ويُعتقد أن عقدة الالتهاب نتيجة سوء التغذية تُسبب متناقضات البقاء الملاحظة في هذه العينات المرضية المميزة، والمعروفة أيضًا كعينات علم الأوبئة العكسي.